# Sha're
Sha're (sprva imenovana Shau'ri) je izmišljen lik iz ameriške znanstvenofantastične franšize Zvezdna vrata.
Je hči poglavarja naselja na planetu Abidosu, ki ga je odkrila ekipa pod vodstvom Jacka O'Neilla. Daniel Jackson jo je v originalnem filmu dobil kot darilo in je kasneje veliko pripomogla pri razikovanju planeta in načrtovanju upora. Sprva je bila žena Daniela Jacksona, ki se je odločil ostati na planetu. Kasneje (na začetku serije Stargate SG-1), jo ugrabi bog Apofis in vanjo naseli Goa'ulda. Od takrat naprej je Daniel Jackson upal, da mu jo bo enkrat uspelo rešiti. Tako postane njegova žena Amonet in kasneje rodi otroka, katerega oče je Apofis. Zato se je morala skrivati, saj drugi sistemski lordi niso odobravali otrok dveh Goa'uldov in tak prekršek so kaznovali s smrtjo. 
V spopadu na Abidosu, kjer se je poskušala skriti, je nameravala ubiti Daniela Jacksona, vendar jo je pred tem ustrelil Teal'c (nekdanji Apofisov stražar) s plazmatskim orožjem.